# David Lodge
David Lodge (ur. 28 stycznia 1935 w Londynie, zm. 1 stycznia 2025 w Birmingham) – angielski powieściopisarz, krytyk literacki, dramaturg i redaktor.
Lodge kształcił się na Kolegium Uniwersyteckim w Londynie (licencjat, 1955; magisterium, 1959) oraz na Uniwersytecie w Birmingham (doktorat, 1967), gdzie   był wykładowcą w latach 1960–1987.
Oprócz pisania fikcji, Lodge był współautorem sztuk Between These Four Walls (wystawionej w 1963) i Slap in the Middle (wystawionej w 1965).
Jego powieści często satyrycznie przedstawiają życie akademickie i środowisko uniwersyteckie, a szczególnie przedstawicieli nauk humanistycznych.

## Powieści
trylogia akademicka Campus
- Zamiana (Changing Places: A Tale of Two Campuses – 1975
- Mały światek (Small World: An Academic Romance – 1984[4]
- Fajna robota (Nice Work) – 1988[5]

inne
- Kinomani (The Picturegoers) – 1960[6]
- Rudy wariat (Ginger You’re Barmy) – 1962[7]
- British Museum w posadach drży (The British Museum Is Falling Down) – 1965[8]
- Alarm odwołany (Out of the Shelter) – 1970[9]
- Gdzie leży granica (How Far Can You Go?) – 1980[10]
- (Small World: An Academic Romance) – 1984
- Co nowego w raju (Paradise News) – 1991
- Terapia (Therapy) – 1995
- Gorzkie prawdy (Home Truths) – minipowieść, 1999
- Myśląc... (Thinks ...) – 2001
- Autor, autor (Author, Author) – 2004[11]
- Skazani na ciszę (Deaf Sentence) – 2008
- Który stawał na wysokości zadania (A Man of Parts) – 2011[12]
- Lives in Writing – 2014[13]
- Quite a Good Time to Be Born – 2015[14]
- Writer's Luck – 2018[15][3].

## Prace z zakresu teorii literatury
- Language of Fiction – 1966
- The Novelist at the Crossroads, and Other Essays on Fiction and Criticism – 1971; 1984
- Working with Structuralism: Essays and Reviews on Nineteenth - and Twentieth-Century Literature – 1981
- Write On: Occasional Essays – 1986
- After Bakhtin: Essays in Fiction and Criticism – 1990
- The Art of Fiction – 1992[16]
- The Practice of Writing (1996)[17][3]

Kilka jego książek zostało zaadaptowanych na mini-seriale telewizyjne.
W Polsce jego książki wydawane są nakładem Domu Wydawniczego REBIS.

## Nagrody i odznaczenia
- Whitbread Book Award (1980) za Gdzie leży granica (Książka Roku)
- Nominacja do Booker Prize (1984) za Mały światek
- Nominacja do Booker Prize (1988) za Fajną robotę
- Kawaler Orderu Sztuki i Literatury  (1997)
- Komandor Orderu Imperium Brytyjskiego (CBE) (1998)[3]